# Paul Bertemes
Paul Bertemes (* 2. Dezember 1953; † 13. Oktober 2024 in Luxemburg) war ein Journalist, Kurator und Übersetzer.

## Leben
Bertemes war Sohn des Malers Roger Bertemes und Bruder des Prähistorikers François Bertemes. Er promovierte 1983 an der Universität Saarbrücken mit einer Arbeit über die Beziehungen von Illustrationszyklus und Text im Rolandslied des Pfaffen Konrad. Er schrieb unter anderem für die Zeitung Letzeburger Land (Kürzel: pbs) und für das forum für Politik, Gesellschaft und Kultur, und veröffentlichte Schriften zur bildenden Kunst (Ausstellungskataloge u. a.). 2004 gründete er mit Jean Colling die Kulturförderungsagentur mediArt, für die er u. a. als Kurator tätig war.

## Schriften
- Bild- und Textstruktur: eine Analyse der Beziehungen von Illustrationszyklus und Text im Rolandslied des Pfaffen Konrad in der Handschrift P. Frankfurt: R. G. Fischer, 1984. ISBN 978-3-88323-479-3
- Abbaye de Neumunster. Luxemburg: MediArt, 2004. ISBN 2-9599867-0-9
- Mit Ingrid Jakobs: Christoph Friedrich: Holy walls – la grande région. Trier/Berlin: H2SF Ed., 2006. ISBN 978-3-933487-31-5
- Mit Jo Enzweiler, Alexander Bennemann und Anton Markmiller: Künstlerblatt Seiji Kimoto. Saarbrücken: Verlag St. Johann, 2007. ISBN 978-3-938070-17-8
- Mit Katja Hanus: Anne-Marie Klenes: Skulpturen. Saarbrücken: Saarländisches Künstlerhaus, 2010. ISBN 978-3-940517-45-6
- Im Farbraum – Lukas Kramer: 30. März – 27. April 2012, Galerie Schlassgoart. Esch-sur-Alzette: Galerie Schlassgoart, 2012. ISBN 2-919969-57-9
- Konzept und Redaktion von: Ursprung. Ausstellung von Bodo Korsig und Nico Helminger. Luxemburg: MediArt Sàrl, 2013. ISBN 978-99959-817-0-9
- Text mit Cornelieke Lagerwaard: Gekreuzte Blicke – regards croisés: Anne-Marie Klenes, Lukas Kramer. Ausstellung. St. Wendel: Museum St. Wendel, 2014. ISBN 978-3-928810-98-2
- Mit Raymond Clement: Landschaftsfotografie erleben: sehen – fühlen – komponieren. Heidelberg: Dpunkt.Verlag, 2016. ISBN 978-3-86490-330-4